# Лептин (тиран)
Лептин (др.-греч. Λεπτίνης; IV век до н. э.) — древнегреческий политический деятель и военачальник. В 352/351 году до н. э. убил сиракузского тирана Каллиппа, позже на время захватил власть над сицилийскими городами Энгион и Аполлония. Был свергнут Тимолеонтом в 342 году до н. э. и ушёл в изгнание. Существует предположение, что Лептин принадлежал к династии Дионисия Старшего и был предком Филистиды, жены царя Сиракуз Гиерона II.

## Биография
О происхождении Лептина античные авторы ничего не сообщают. При этом существовал сиракузский наварх Лептин, брат и одновременно зять тирана Дионисия Старшего, погибший в 383 или 374 году до н. э. В историографии есть предположение, что это отец Лептина-тирана.
Впервые Лептин упоминается в сохранившихся источниках в связи с событиями конца 350-х годов до н. э. Диодор Сицилийский характеризует его как человека, «имевшего тогда власть над сиракузянами». Совместно с сиракузским тираном Каллиппом Лептин осадил и заставил сдаться город Регий в Южной Италии, до того контролировавшийся Дионисием Младшим, и предоставил ему самоуправление. Вскоре после этого Каллипп потерял популярность в своей армии (он потерял источник доходов и больше не мог платить солдатам), а потому Лептин и офицер по имени Полисперхонт его убили. Плутарх уточняет, что убийство было совершено тем самым кинжалом, которым в 354 году до н. э. по приказу Каллиппа убили Диона. Историки датируют гибель Каллиппа 352/351 годом до н. э.
В следующий раз Лептин появляется в источниках в 342 году до н. э. как тиран нескольких сицилийских городов. Диодор Сицилийский пишет об Энгионе и Аполлонии, Плутарх — об Аполлонии и «нескольких других городах»; антиковед Гельмут Берве полагал, что к тому моменту Лептин правил уже около восьми лет. Коринфский стратег Тимолеонт, поставивший перед собой цель свергнуть всех тиранов Сицилии, обратил своё оружие и против Лептина. Тот, осознав безвыходность своего положения, сдался. Тимолеонт сохранил ему жизнь, но выслал в Коринф, «считая важным и полезным, чтобы сицилийские тираны влачили в метрополии, на глазах у всех греков, жалкую участь изгнанников». После этого Лептин не упоминается в источниках.
Точной информации о потомках Лептина нет, но в источниках упоминается ещё один сиракузянин того же имени, военачальник Агафокла. Существует предположение, что это сын Лептина-тирана и отец Филистиды — жены царя Гиерона II.